# 강만수 (배구인)
강만수(姜萬守, 1955년 8월 24일 ~ )는 대한민국의 은퇴한 배구 선수이자 배구 감독이다. 현대캐피탈 배구단, 한국전력, 우리카드의 감독과 한국배구연맹(KOVO)의 경기운영위원장을 지냈다. 아들은 야구 선수인 강성호이다.

## 생애
성지공고, 한양대학교를 나와 대한민국 배구 국가대표팀 레프트 공격수로 뛰며 대한민국을 대표하는 강 스파이커로 명성을 떨쳤다. 고등학교 3학년 때 처음 국가 대표로 발탁되었으며, 한창 활약할 당시 ‘아시아의 거포’라 불렸다. 금성통신과 현대자동차서비스를 거쳐 일본에서 활동하다가 은퇴하였다. 1993년부터 2001년까지 현대자동차서비스의 감독을 역임했고, 1997년에는 국가대표팀 감독도 역임했다. 2008년 6월 배구협회 강화위원장에 취임했으며 2008~2009 시즌 프로 배구 제6구단으로 출범하는 우리캐피탈 배구단의 초대 감독으로 물망에 올라 있었으나, 우리캐피탈에서는 김남성 감독을 선임했다.
현대캐피탈에서 물러난 이후 강만수는 2009년 6월 25일 한국전력의 감독으로 부임하여 현장에 복귀했는데, 이는 예상을 깬 파격적인 인사였다. 2010-2011 시즌 10승 20패를 기록하여 한국전력이 프로화된 이후 최다 승을 거두었지만, 플레이오프 진출 실패를 이유로 2011년 시즌 후 경질되고 신춘삼에게 감독직을 넘겼다. 2012년 10월 한국배구연맹(KOVO) 경기운영위원장에 임명되어 활동하였고, 2013년 4월 30일 당시 한국배구연맹 관리 구단이었던 드림식스를 인수한 아산 우리카드 한새의 감독으로 선임되었다.
하지만 2014-15 시즌에 우리카드의 팀 매각설과 함께 주축 선수들의 연이은 병역 복무로 팀 전력이 크게 약화되어 최하위로 처졌고, 결국 감독직에서 사임하였다.

## 수상 경력
- 1973년 모스크바 유니버시아드 동메달
- 1974년 아시안 게임 은메달
- 1977년 소피아 유니버시아드 동메달
- 1978년 아시안 게임 금메달
- 1979년 멕시코시티 하계 유니버시아드 금메달
- 1982년 아시안 게임 동메달
- 1984년 하계 올림픽 5위
- 제11회 대통령배 배구 대회 최우수 지도자상
- 1995년 한국배구 슈퍼리그 최우수 지도자상